# Точка, точка, запятая…
«То́чка, то́чка, запята́я…» — советская музыкальная комедия, созданная на студии «Мосфильм» в 1972 году постановщиком Александром Миттой. Премьерный показ фильма состоялся 30 декабря, в канун нового, 1973 года.
Повесть Михаила Львовского, по которой снят фильм, была опубликована в 1971 году в журнале «Пионер» под названием «Прыжок в высоту». Этим фильмом Александр Митта подвёл итог десятилетия, в течение которого он снимал социальные фильмы про подростков и трудности переходного возраста. Начало этой плеяде положил дебютный фильм режиссёра «Друг мой, Колька!» (1961), затем последовали картины «Без страха и упрёка» (1962) и «Звонят, откройте дверь» (1965). «Точка, точка, запятая…» стала самой успешной из работ Митты, посвящённых детям и школе.

## Сюжет
В 8 «А» классе учится обыкновенный паренёк Лёша Жильцов. В классе все считают себя «личностями», и лишь один Лёша ничего собой не представляет. И вот однажды в классе появляется «новенькая», Женя Каретникова — спокойная, умная, серьёзная девочка. Они с Лёшей подружились. Постепенно, общаясь с ней, Лёша понимает, что все его беды от его собственной лени и нежелания изменить себя, сделать себя лучше. Лёша старается и постепенно становится сильнее, смелее, старательнее и находчивее.
Наступает день, когда ему необходимо проявить свои новые качества. Команда его класса выступает в эстафете, и Лёше приходится заменить товарища, выбывшего из строя в последний момент. В итоге, благодаря ему, его команда выигрывает эстафету.

## В ролях
- Серёжа Данченко — Лёша Жильцов
- Юрий Никулин — Жильцов, папа Лёши
- Татьяна Никулина — Жильцова, мама Лёши
- Максим Никулин — школьник[2]
- Миша Козловский — Волька
- Оля Рыжникова — Женя Каретникова
- Заза Киквидзе — Вахтанг Турманидзе
- Марина Щербова — Галя Вишнякова
- Люда Сухова — Зина Крючкова
- Андрей Васильев — Вадим Костров
- Евгений Перов — Иван Фёдорович Приходько, учитель физики
- Евгений Герасимов — пионервожатый Саша
- Владимир Заманский — Каретников, папа Жени
- Жанна Прохоренко — учительница начальных классов
- Наталья Селезнёва — участковый врач
- Ким Страчук — Константин Иванович, физрук

## Съёмочная группа
- Сценарист — Михаил Львовский при участии А. Митты
- Режиссёр — Александр Митта
- Оператор-постановщик — Роман Веселер
- Художник-постановщик — Иван Пластинкин
- Композитор — Геннадий Гладков
- Тексты песен — Юлий Ким (под псевдонимом Ю. Михайлов)

## Песни в фильме
| Название песни                           | Вступительные слова                                                                                                 | Исполнитель                           |
| ---------------------------------------- | --- | ------------------------------------- |
| Точка, точка, запятая                    | Точка, точка, запятая — вышла рожица смешная.                                                                       | Олег Анофриев, Геннадий Гладков       |
| Песня о двух пешеходах                   | Из пункта «А» и пункта «Б» вышли навстречу два пешехода.                                                            | Татьяна Дасковская, Алексей Левинский |
| А ты знаешь?                             | А ты любишь просто так бродить по городу?                                                                           | Татьяна Дасковская, Алексей Левинский |
| Хулиган                                  | А я маленькая детка (метр сорок) И ничем не виноват (а кто докажет?)…                                               |                                       |
| О Пифагоре, Ньютоне, Эдисоне и прогрессе | Пифагор — он жил привольно! То-то был ему простор: Дважды два — и все довольны, Трижды три — уже фурор!             | Татьяна Дасковская                    |
| Задача с неизвестным                     | Это странно, интересно — То ли смейся, то ли плачь. Вот задача с неизвестным, Потрудней других задач.               | Татьяна Дасковская                    |
| Реприза песни о двух пешеходах           | Из некоторой точки, делящей отрезок пополам, пошли поодиночке два пешехода по своим домам.                          | Татьяна Дасковская                    |
| Тихий марш                               | И сразу за порогом глухая тьма вокруг, Коварная дорога захватывает дух.                                             | Татьяна Дасковская, Алексей Левинский |
| Будьте здоровы                           | Товарищи, точно известно, хотите верьте, хотите нет, Что спорт до сих пор повсеместно приносит пользу, а не вред.   | Олег Анофриев                         |
| Как чудесно, что однажды получается      | Как чудесно, что однажды получается то, что раньше не умел, но тотчас же вдалеке обозначается недостигнутый предел. | Татьяна Дасковская                    |

## Награды и премии
- Серебряный приз по разряду детских фильмов на Международном кинофестивале в Москве (1973).
- Премия за лучший детский фильм (вместе с фильмом «Чудак из пятого «Б»») VI Всесоюзного кинофестиваля в Алма-Ате[3].
- Приз Международного кинофестиваля детских фильмов в Салерно.
- Премия Ленинского комсомола.
- Главная премия на IV «Параде детских фильмов» в Белграде (1973)[1][4].

## Критика
В подробной рецензии Нины Игнатьевой в журнале «Искусство кино» указано, что режиссёр А. Митта «берётся проследить за тем, как происходит процесс становления, как утверждает себя характер». Отмечается «безошибочный выбор исполнителей, но главное, умение абсолютно точно настроить их на жизненный камертон».
Кинокритик Лев Рыбак писал: «В драматургии фильма немало озорных поворотов, точных наблюдений… Подробности верно и остроумно изображённой жизни молодых героев — вот что привлекает в картине».
Кинокритик Сергей Кудрявцев считал: «„Точка, точка, запятая…“ сделана Александром Миттой очень просто, в одном ритме. Фильм легко воспринимают дети. Но при всей простоте Митта не исключает дидактики — режиссёр обязан быть педагогом. И он умело находит ту доверительную интонацию, которая позволяла бы „сохранять дистанцию“ между взрослыми и детьми, а вместе с тем не отпугивала. Нравоучительный тон замаскирован в ленте, скрыт от детского взгляда в контексте самих ситуаций. Постановщик не призывает ребят задуматься о своём месте в жизни. Он подаёт материал так, что подросток невольно проникается этой мыслью. Таким образом, цель достигнута. Вот почему интересен фильм Александра Митты. Но не только детям — широкому кругу зрителей».

## Грампластинка
- В 1973 году фирмой «Мелодия» была выпущена грампластинка «Точка, точка, запятая…» — музыкальный рассказ по одноимённому фильму («Мелодия», С50—05321-2). Текст от автора — Зиновий Гердт.